# Blue Angels
Die Blue Angels (englisch für „Blaue Engel“) sind eine Kunstflugstaffel der United States Navy, zu der auch Angehörige des United States Marine Corps gehören. Die Blue Angels wurden 1946 gegründet und treten jedes Jahr vor über 10 Millionen Zuschauern auf. Sie fliegen Stand 2021 sechs Kampfflugzeuge vom Typ Boeing F/A‑18E/F Super Hornet. Vorher war 34 Jahre lang die Vorgängermaschine F/A-18 Hornet im Einsatz. Vier der Angels bleiben während der Flugshow in verschiedenen Formationen zusammen, die anderen beiden fliegen als Solos auch Einzelmanöver.
Die Blues sind auf der Naval Air Station Pensacola in Florida stationiert und unterstehen dem Naval Air Training Command, dem für die Ausbildung von Piloten zuständigen Kommandobereich der US Navy.
Eine weitere Kunstflugstaffel der US-amerikanischen Streitkräfte sind die Thunderbirds, die zur Air Force gehören.

## Geschichte

### Gründung

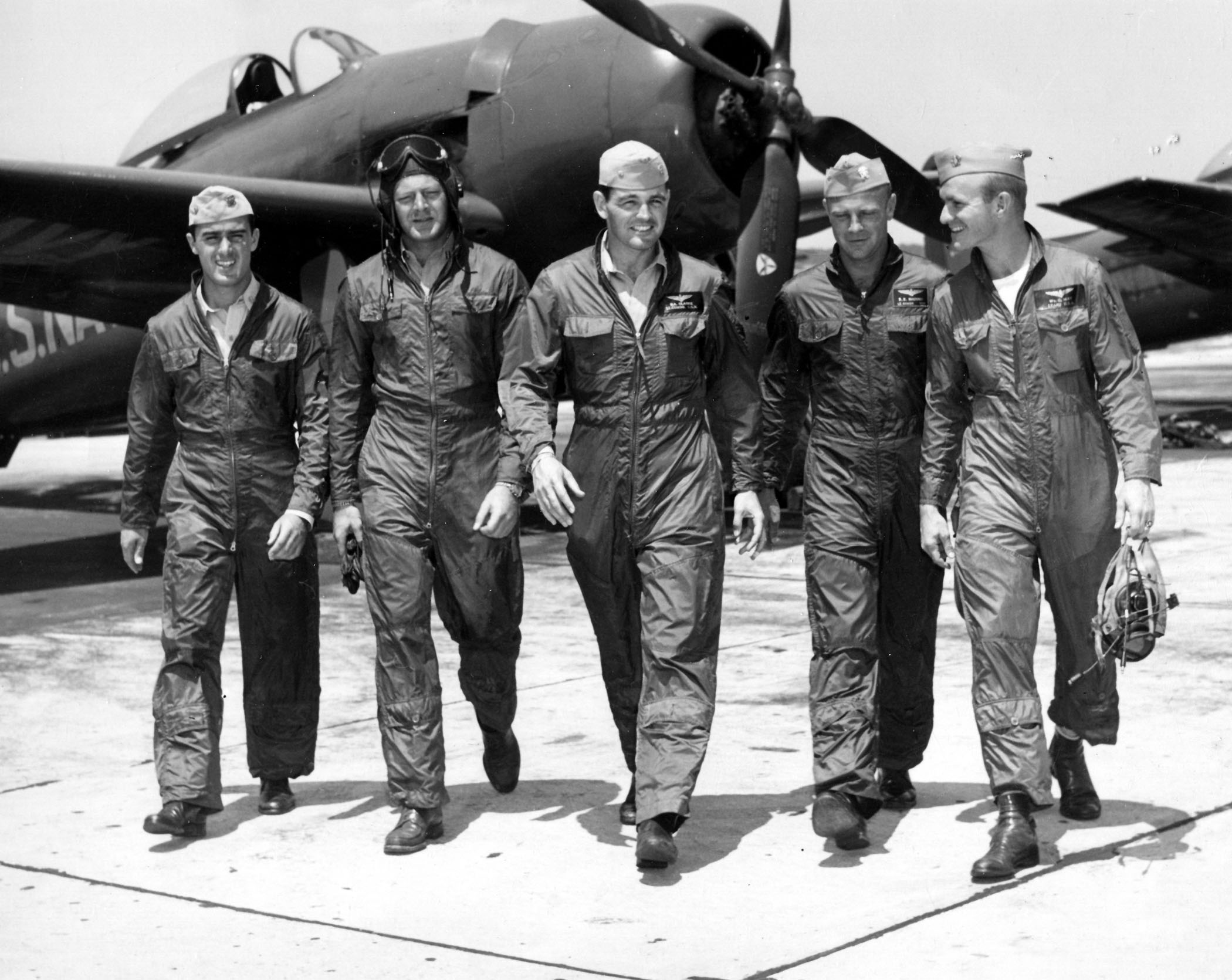
Die Angels nach einem Auftritt, 1947

Nach dem Ende des Zweiten Weltkrieges begann die Geschichte der Blue Angels, die bei ihrer Gründung schlicht den Namen Navy Flight Exhibition Team (dt. etwa Flug-Vorführ-Team der Navy) trugen. Am 24. April 1946 gab der damalige Chief of Naval Operations, Admiral Chester Nimitz, die Weisung zur Gründung einer Kunstflugstaffel heraus. Neben der Stärkung der Moral der Angehörigen der US Navy ging es dabei vor allem um mediale Aufmerksamkeit für die Marineflieger, die neben Budgetkürzungen auch mit der Konkurrenz durch die sich mehr und mehr von der United States Army lösenden United States Army Air Forces zu kämpfen hatten. Noch im selben Monat wurde Lieutenant Commander Roy Marlin Voris, ein Weltkriegs-Fliegerass ausgewählt, um Piloten für die neue Staffel anzuwerben. Dieser wählte zwei weitere Piloten aus, die zu Beginn auf der Naval Air Station in Jacksonville, Florida, stationiert wurden und in den nächsten Monaten über den Everglades übten.
Noch im Juni 1946 flogen die drei auf der Grumman F6F Hellcat ihre erste Vorführung auf der Southeastern Air Show in Jacksonville. Die Show war damals rund 17 Minuten lang und bestand lediglich aus einigen Formationsflügen. In den folgenden Wochen flog die Staffel an mehreren Orten in den Vereinigten Staaten. Während eines Aufenthalts in New York wurde die Bezeichnung Blue Angels zum offiziellen Staffelnamen gemacht. Er leitet sich von einem Nachtclub gleichen Namens in dieser Stadt ab.
Im August wechselten die Angels auf die Grumman F8F Bearcat, im folgenden Jahr wurde das Team dann auf vier, später auf fünf Piloten vergrößert. Zum 30. Mai verließ Voris die Angels, die in den folgenden Jahren Flugshows überall in den Vereinigten Staaten abhielten. 1948 wechselte das Team auf den Marinefliegerhorst in Corpus Christi, Texas.

### Auflösung und Wiederbelebung

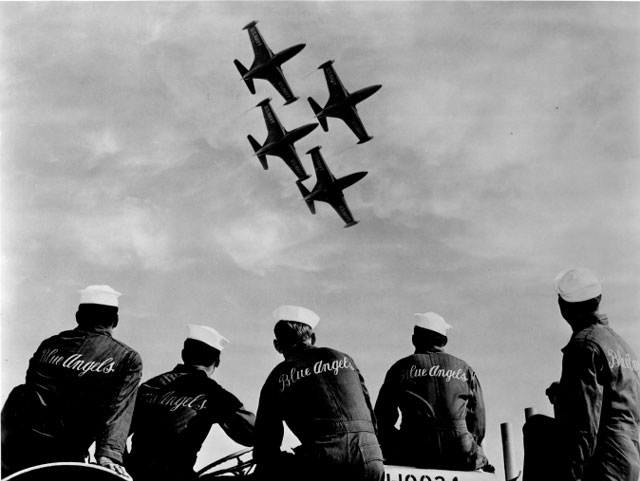
Die Staffel auf der F9F Panther, 1952

Ab Anfang 1950 flogen die Blues erstmals ein Flugzeugmodell mit Jet-Antrieb, die Grumman F9F-2 Panther. Ende des Jahres wurde die Staffel ein weiteres Mal verlegt, nun zurück nach Florida, auf die Naval Air Station Whiting Field in Milton. Dort blieben die Blue Angels aber nur bis Mitte 1950. Im Rahmen des Koreakrieges benötigte die Navy dringend gute Piloten, so dass die Angels von ihrer Kunstflugstaffel abgezogen und diese aufgelöst wurde. Die Piloten wurden in Kalifornien, auf der Moffett Field Naval Air Station bei Mountain View auf den Fronteinsatz vorbereitet. Anfang November meldeten sich die Piloten auf der Princeton, wo sie den Kern der Staffel „VF-191 Satan’s Kittens“ bildeten.
Am 25. Oktober 1951 wurden die Blue Angels offiziell wiedergegründet und zurück auf den Marinefliegerhorst in Corpus Christi verlegt. Die neue Staffel stellte wiederum Lt. Cdr. Voris zusammen, der auch wieder ihr Kommandeur wurde. Außerdem wechselte die Einheit auf die verbesserte Grumman F9F-5 Panther. Im Juni 1952 folgte die erste Flugshow auf dem Mid-South Naval Festival in Memphis, Tennessee. 1955 wechselte die Staffel auf die Grumman F9F-8 Cougar. Außerdem wurden die Blue Angels wieder nach Florida verlegt, seitdem haben sie ihren Heimatflugplatz in Pensacola.

### Erste Auslandsauftritte

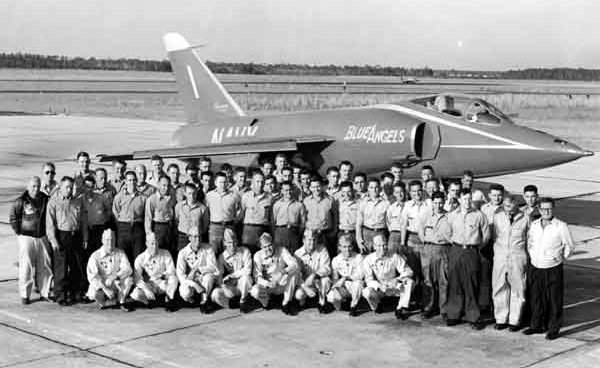
Gruppenfoto der Blue Angels vor einer Tiger, 1958

1956 wurde die Staffel auf ihre heutige Größe von sechs Flugzeugen aufgerüstet, im September desselben Jahres absolvierte die Staffel zudem mit einer Vorführung in Toronto, Kanada ihren ersten Auslandsauftritt. In den folgenden Jahren wechselten die Blue Angels zuerst 1957 auf die Grumman F11F Tiger, die im eigentlichen Dienst in der Navy ein Flop war und nur bis 1961 flog, bei den Angels aber bis 1969 in Dienst blieb. 1963 flogen die Blue Angels ihre 1000. Aufführung über Pocatello, Idaho.
In den Jahren auf der Tiger folgten außerdem weitere Auftritte in Kanada, 1959 aber auch erstmals auf den Bermudas, 1964 dann in Mexiko, wo geschätzte 1,5 Millionen Zuschauer auf der Aeronaves de Mexico Anniversary Air Show die Blue Angels sahen. 1965 flogen die „Angels“ nach einer Tour durch die Karibik außerdem die ersten Shows in Europa, wo sie ein Highlight der Pariser Luftfahrtschau waren. Nachdem die Auftritte 1965 eher Nordwesteuropa, neben Frankreich auch England, Dänemark, Niederlande, Finnland und Island, galten, flog die Staffel 1967 überwiegend in Südeuropa, Italien sowie der Türkei und erstmals auch auf dem afrikanischen Kontinent in Tunesien.

### Vergrößerung der Staffel

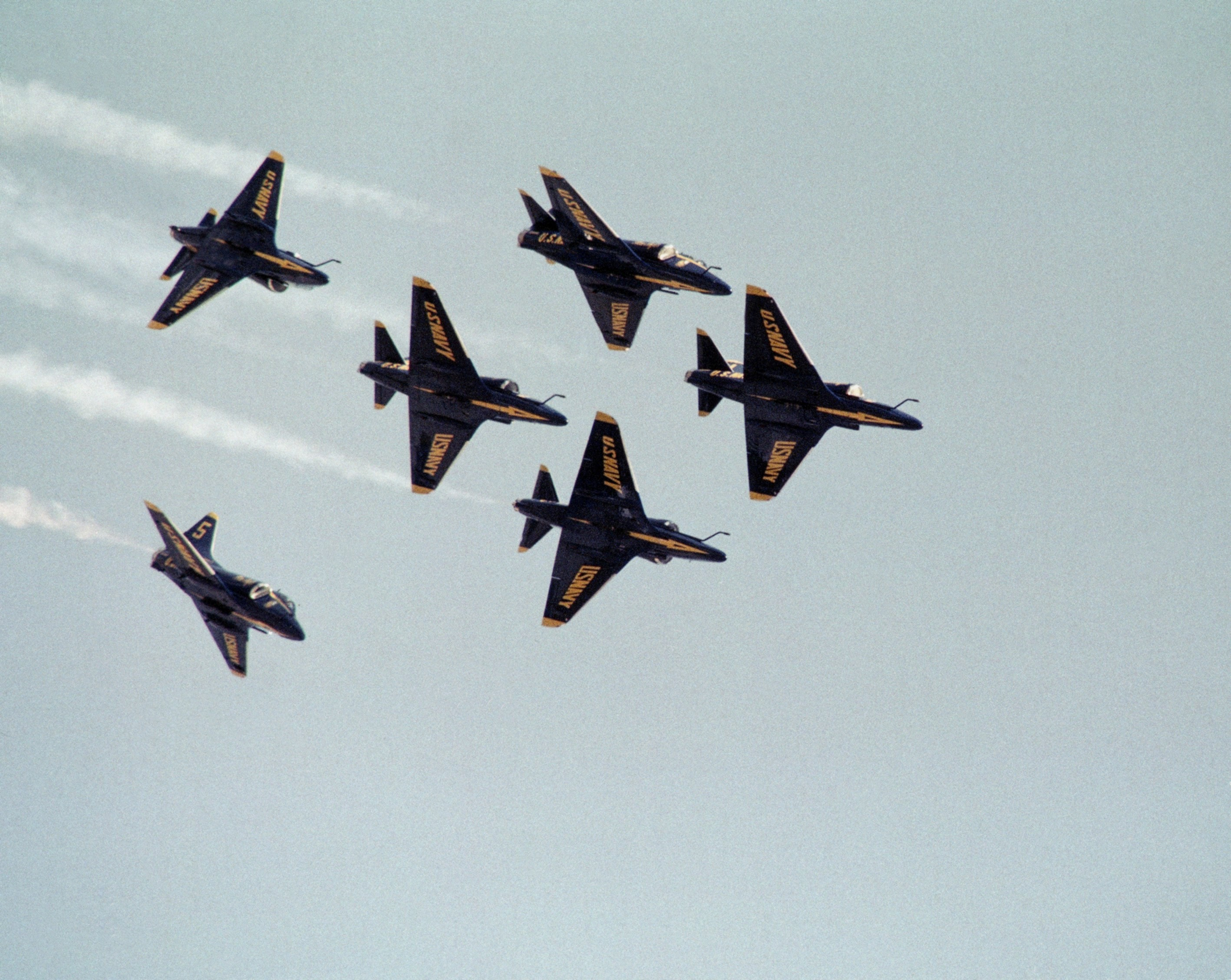
Alle sechs Angel auf Skyhawks

1970 wechselte die Staffel auf die McDonnell Douglas F-4J Phantom II, erstmals auf ein Flugzeug, das nicht von der Grumman Aerospace Corporation hergestellt wurde. Das Programm wurde um viele Manöver erweitert, die teils noch heute im Programm sind. Im selben Jahr flogen die Blue Angels außerdem erstmals in Südamerika. Ihre Show in Quito, Ecuador war dabei der erste Auftritt auf einem derart hochgelegenen Flugplatz und durch den niedrigeren Luftdruck auch besonders anspruchsvoll. Im Jahr darauf flogen die 'Blues' erste Vorführungen in Fernost, etwa in Südkorea, Japan, Taiwan, den Philippinen und auf Guam. 1972 stand wieder eine Europatour an, die England, Frankreich, Spanien, Türkei, Italien und Griechenland sowie auch eine Show in Teheran, Iran umfasste. Bereits nach fünf Jahren wurde die riesige, doppelschallschnelle Phantom wieder in den Hangar gestellt, die Angels stiegen auf die kleinere, wendigere Douglas A-4F Skyhawk II um.
1974 wurde aus dem Navy Flight Demonstration Team außerdem das Navy Flight Demonstration Squadron, was den Angels die Führung eines größeren Stabes erlaubte. Aus dem vorherigen Team Leader wurde nun auch offiziell der kommandierende Offizier der Staffel. Damit wurde der Missionsschwerpunkt der Staffel außerdem stärker auf die Rekrutierung neuer Marineflieger gerichtet.
Am 4. Juli 1976 flogen die Blue Angels zur Zweihundertjahrfeier der Unabhängigkeit der Vereinigten Staaten auf dem Marinefliegerhorst in Willow Grove, Pennsylvania eine Choreographie zusammen mit der Kunstflugstaffel des Canadian Forces Air Command, den Snowbirds. Die Staffel blieb in den folgenden Jahren auf der Skyhawk und auch auf und über dem Gebiet von Nordamerika.

### Zeit auf derHornet

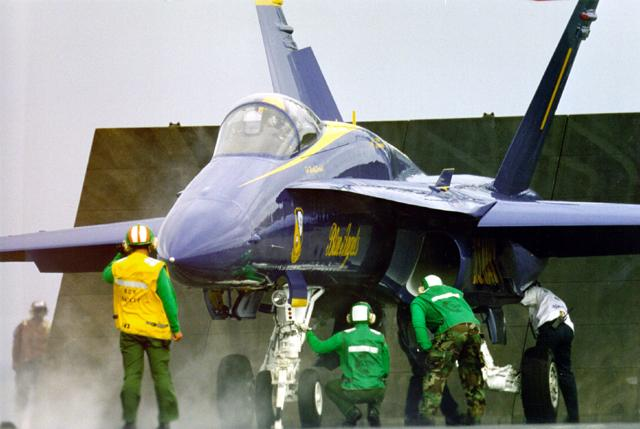
1998 fand die erste Landung eines Blue Jets auf einem Flugzeugträger statt

Nach über zehn Jahren auf der Skyhawk, zur Flugsaison 1987, wechselten die Kunstflieger auf die McDonnell Douglas F/A-18 Hornet. Bis 1992 flogen sie weitere Auftritte auf dem amerikanischen Kontinent, und erstmals nach 19 Jahren machten die Blue Angels wieder einen Trip nach Übersee. Die Angels zeigten dabei ihre Show erstmals im ehemaligen Ostblock, flogen in Russland und Bulgarien. Auch in Deutschland machte die Staffel auf ihrem Weg westwärts Halt, eine Flugvorführung war nach den dort geltenden strengen Sicherheitsvorschriften nach dem Flugtagunglück von Ramstein 1988 aber nicht eingeplant.
1993 wurde der Kommandierende Offizier der Staffel Robert E. Stumpf abgelöst. Stumpf, der 1991 als Vertreter der Staffel auf dem Tailhook-Symposium war, geriet in den Strudel des sogenannten „Tailhook-Skandals“.
1998 landeten die Blue Jets erstmals auf einem Flugzeugträger, der Harry S. Truman. Ihren bisher letzten Europaaufenthalt leisteten die Blue Angels 2006, im Jahr ihres 60-jährigen Bestehens, ab, als sie eine Vorführung in den Niederlanden gaben.
Im Juli 2022 wurde mit Amanda Lee die erste weibliche Pilotin der Blue Angels vorgestellt.

## Flugzeuge

### Kunstflugzeuge

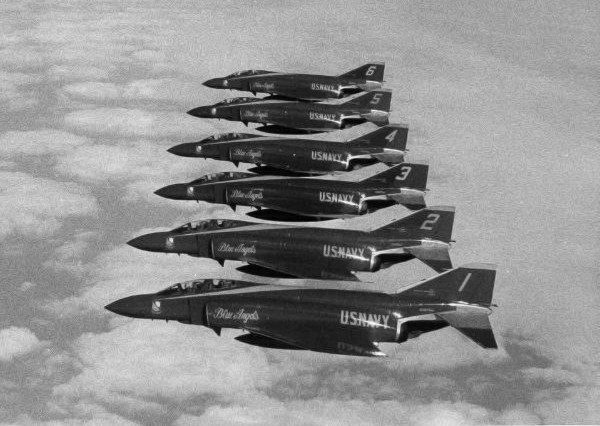
Die sechs Angels fliegen die F-4J Phantom in Formation

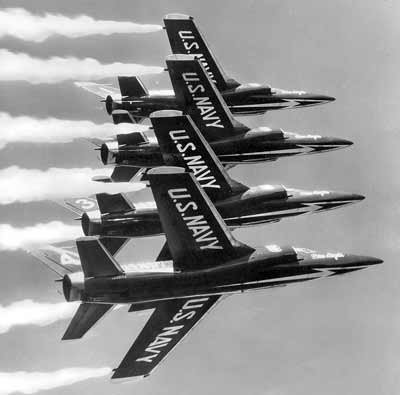
Die vier Diamonds auf der F-11F-1 Tiger

Eine Übersicht über die geflogenen Flugzeuge
| Ab            | Bis           | Flugzeug                           | Besonderheiten                       |
| ------------- | ------------- | ---------------------------------- | ------------------------------------ |
| Juni 1946     | August 1946   | Grumman F6F Hellcat                |                                      |
| August 1946   | Ende 1949     | Grumman F8F Bearcat                |                                      |
| Anfang 1950   | Ende 1954     | Grumman F9F-2 und F9F-5 Panther    | erster Jet                           |
| Anfang 1955   | Mitte 1957    | Grumman F9F-8 Cougar               | verbesserte Panther mit Pfeilflügeln |
| Mitte 1957    | Ende 1969     | Grumman F11F-1 Tiger               | erstes Überschall-Flugzeug           |
| Anfang 1970   | Ende 1974     | McDonnell Douglas F-4J Phantom II  | größtes Flugzeug                     |
| Anfang 1975   | Ende 1986     | McDonnell Douglas A-4F Skyhawk II  | kleinste Maschine                    |
| November 1986 | November 2020 | McDonnell Douglas F/A-18A/B Hornet | Dienstrekord, 34 Jahre im Einsatz    |
| Anfang 2021   |               | Boeing F/A-18E/F Super Hornet      |                                      |

Die Staffel besitzt zwölf Jets, davon zehn einsitzige F/A-18A, die in der Show eingesetzt werden und zwei zweisitzige F/A-18B, die für VIP-Flüge verwendet werden.
Sämtliche Jets sind für die Verwendung in der Staffel nur gering verändert: Neben dem Ausbau der M61-Vulcan-Maschinenkanone um Platz für einen Paraffinöltank zu schaffen, wurde die Funktion des Steuerknüppels verbessert, um damit die Kontrolle während des Überkopffluges zu optimieren. Das Paraffinöl wird verwendet, um eine erkennbare Rauchspur hinter den Flugzeugen zu erzeugen. Hierzu wird das Paraffinöl in die laufenden Triebwerke eingespritzt. Dies erleichtert den Zuschauern die Verfolgung der Flugwege und erhöht für die Piloten die Sicherheit, die so besser die Position eines sich nähernden Flugzeugs erkennen können.
Jedes der Flugzeuge besitzt noch den Fanghaken für die Landung auf Flugzeugträgern und ist auch ansonsten grundsätzlich kampftauglich. Nach kleineren Umbauarbeiten sowie einer neuen Lackierung könnte jeder Jet innerhalb von 72 Stunden im Kampfeinsatz verwendet werden.
Am 4. November 2020 flogen die Blue Angels die letzte Vorführung mit den F/A-18A und -B Versionen. Ab der Saison 2021 sind sie mit F/A-18 Super Hornets ausgestattet.

### Transportflugzeuge

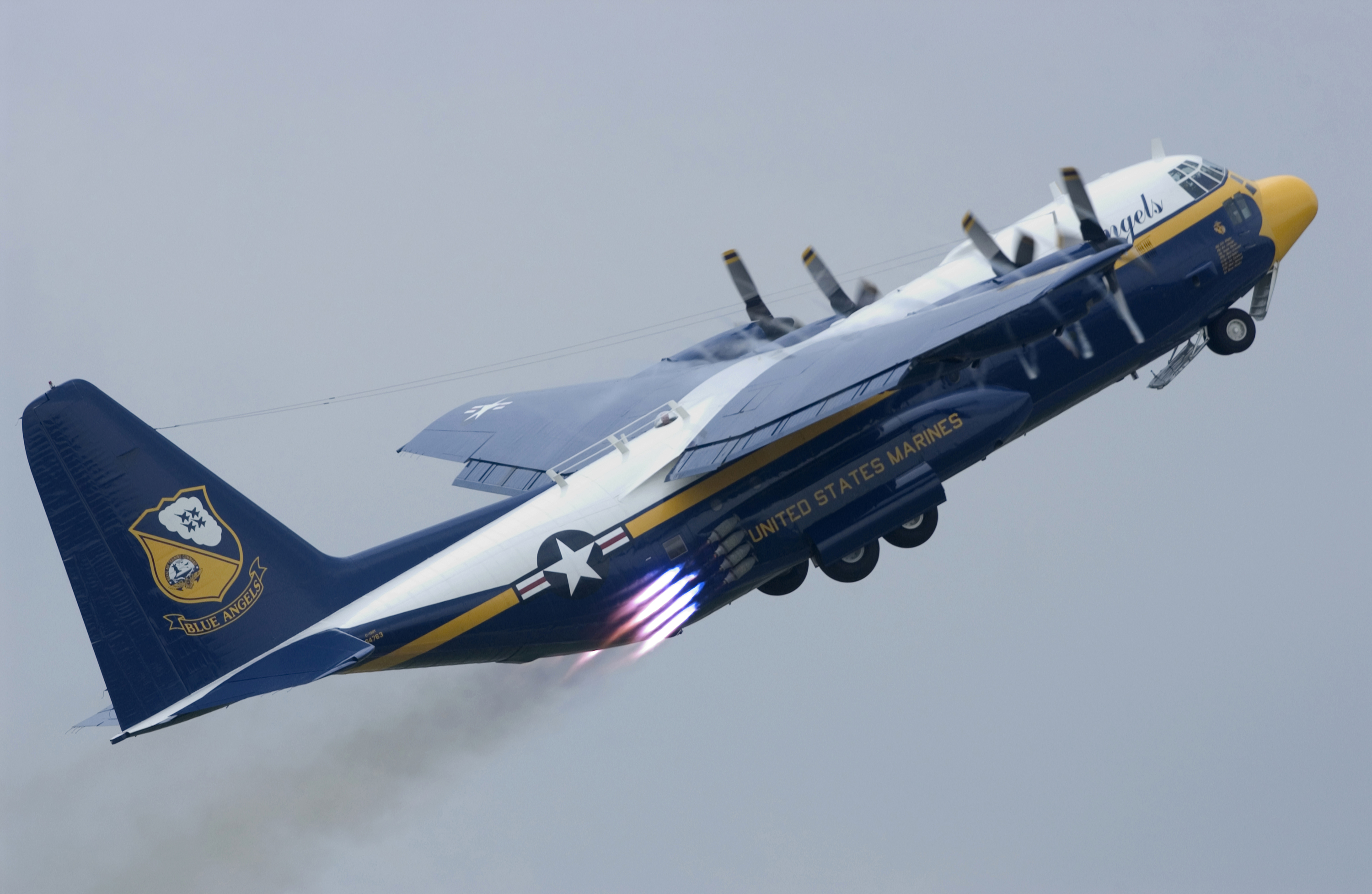
Fat Albert beim JATO-Start

Für den Transport der Bodencrew sowie von Ersatzteilen zu den Flugshows unterhalten die Blue Angels außerdem ein Transportflugzeug. Ab der Gründung der Staffel war dies eine Douglas C-54 Skymaster, die 1968 von einer Lockheed C-121 Constellation abgelöst wurde. Ende 1970 wurde mit der Lockheed C-130 Hercules das noch heute verwendete Transportflugzeug an die Staffel übergeben. Dabei ist anzumerken, dass das Flugzeug offiziell nicht zur US Navy gehört, sondern zum Marine Corps.
Die C-130, die den Spitznamen Fat Albert (nach Bill Cosbys gleichnamiger Zeichentrickserie) trägt, nimmt heute teilweise an der Show teil, wofür ihr bis Mitte November 2009 JATO-Raketen anmontiert wurden. Diese Raketen für einen jet assisted take off erlaubten dem Flugzeug den Start auf Pisten, die nur rund 800 Meter lang sein müssen. Die Fat Albert hob dabei nach weniger als 500 Metern ab und erreichte innerhalb kürzester Zeit eine Höhe von über 300 Metern. Da die verwendeten JATO-Raketen nicht mehr produziert werden, mussten die JATO-Starts der Fat Albert zum Ende der Saison 2009 aus dem Flugprogramm gestrichen werden. Nach eigenen Aussagen arbeitet die US Navy bereits an einem Ersatz für die spektakulären JATO-Starts.

### Lackierung

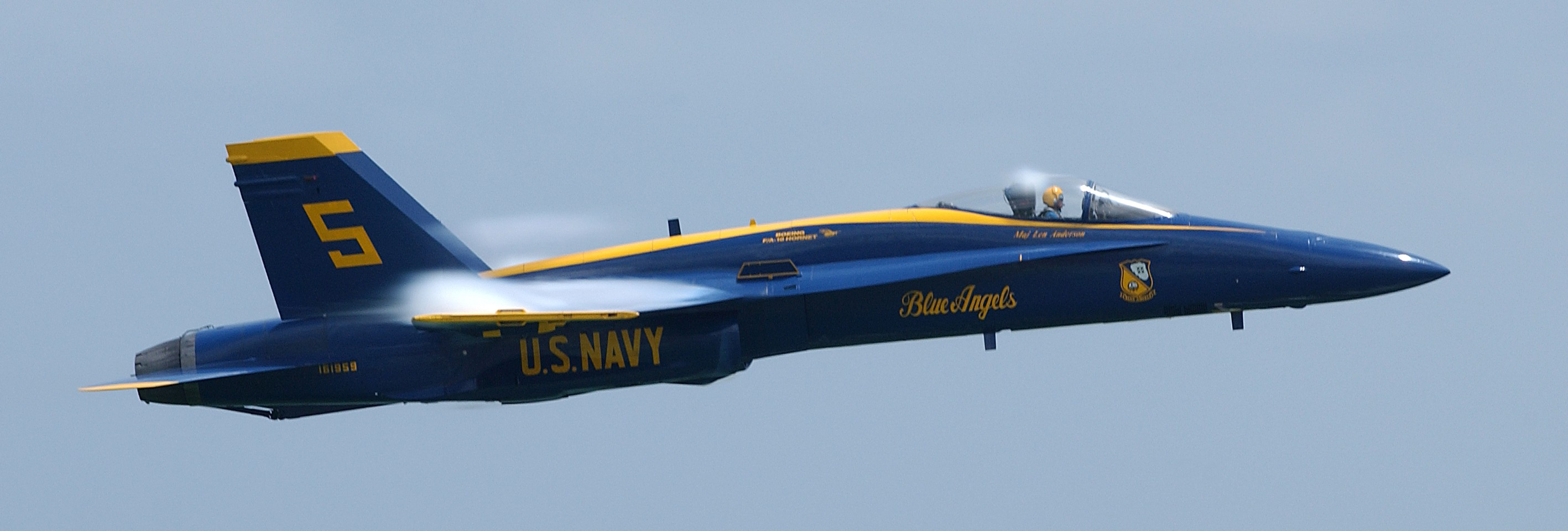
F-18 mit der internen Nummer 5 auf dem Seitenleitwerk

Die Flugzeuge der Blue Angels sind in den offiziellen Farben der US Navy gestrichen; sie sind blau grundiert mit goldenen Markierungen. Unter beiden Flügeln prangt der Schriftzug „US Navy“, auf den Seiten ist unter dem Cockpit „Blue Angels“ zu lesen, außerdem die Insigne der Staffel zu sehen. Bei der Gründung der Staffel wurden sämtliche goldenen Lackierungen mit echtem Blattgold verziert. Das Seitenleitwerk zeigt die Nummer des Flugzeuges innerhalb der Staffel.
Die Fat Albert ist blau-weiß grundiert mit goldenen Markierungen und trägt den Schriftzug „United States Marines“. Das Wappen prangt hier auf dem Seitenleitwerk.
Der Wappenschild in seiner gegenwärtigen Form ist diagonal geteilt, oben rechts blau, unten links gold. Im blauen Teil sind vier Flugzeugsilhouetten in Form der F-18 auf weißem Grund zu sehen, frühere Wappen trugen hier den Umriss der jeweils aktuellen Flugzeuge. Im goldenen Teil ist das Wappen des Naval Air Training Command eingearbeitet.

## Personal

### Piloten

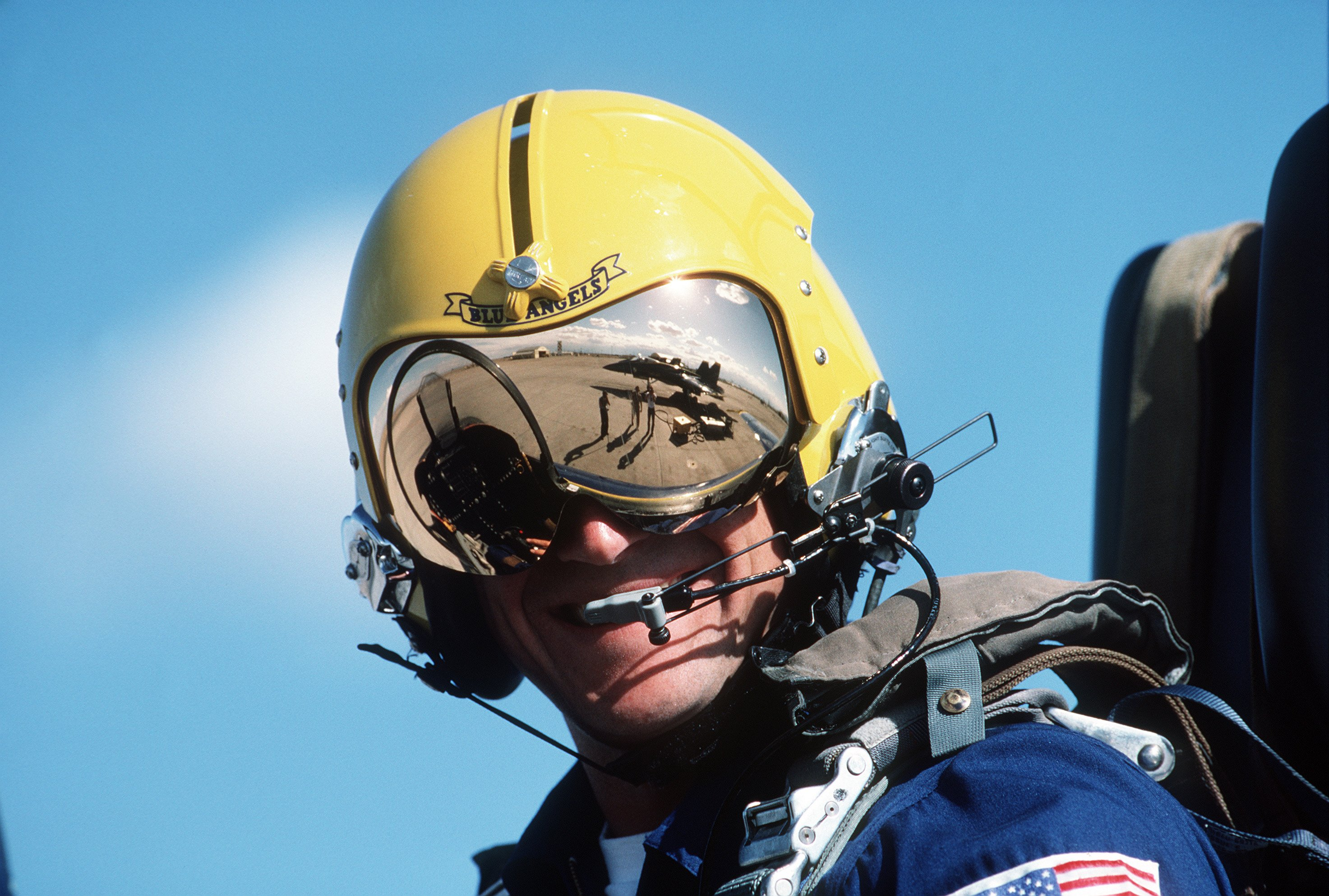
Ein Pilot der Blues im Cockpit

Jeder Pilot der Blue Angels ist ein Mitglied der US Navy oder des US Marine Corps. Jeder Offizier, der qualifiziert für Trägerlandungen ist, kann sich bei den Angels bewerben. Als Grundvoraussetzung wird dabei „Karriereorientiertheit“ angegeben. Für die Piloten auf den Flugzeugen Zwei bis Sieben sind mindestens 1250 Flugstunden auf Jets nötig. Die Vergabe dieser Positionen an Bewerber erfolgt mittels Wahl durch die restlichen Piloten, die einstimmig ausfallen muss. Eine Dienstperiode bei den Angels dauert zwei Jahre und wird nicht extra besoldet. Der Pilot der Nummer Eins, also der Kommandierende Offizier, wird hingegen vom Chief of Naval Air Training nominiert, dafür sind über 3000 Stunden Flugerfahrung sowie ein Kommando über eine Jetstaffel nötig. Das Transportflugzeug der Staffel wird grundsätzlich nur von Marines geflogen, auf der Fat Albert werden drei Offiziere und fünf Mannschaftsdienstgrade eingesetzt. Die beiden Piloten müssen als aircraft commander qualifiziert sein und mindestens 1200 Flugstunden aufweisen.
Bisher sind 232 Piloten bei den Blue Angels geflogen, das Durchschnittsalter lag bei 33 Jahren. Durch Unfälle bei den Blues sind bisher 25 Piloten ums Leben gekommen. Der letzte tödliche Absturz ereignete sich am 2. Juni 2016, als die Nummer sechs bei einer Flugshow in Smyrna aus bisher ungeklärten Gründen abstürzte. Der Pilot Captain Jeff Kuss kam dabei ums Leben. Einen Ersatzpiloten für erkrankte fliegende Mitglieder der Staffel gibt es nicht, da dieser nicht genug Gelegenheit bekommen könnte, mit der Crew zu trainieren. Bei Erkrankung bleibt eine Position der Staffel leer, lediglich, wenn Nummer Eins ausfällt, bleibt die ganze Staffel am Boden.
Die Piloten tragen im Gegensatz zu Kampfpiloten keinen Anti-g-Anzug, der auch bei hohen G-Werten ein Absacken des Blutes in die Beine und das Abdomen verhindert. Eine solche Hose „flattert“ beim Aufblasen so stark, dass sie kleine Schläge auf den Steuerknüppel abgibt, der sich zwischen den Beinen des Piloten befindet. Stattdessen trainieren die Angels ihre Bauchmuskeln entsprechend.

### Bodencrew

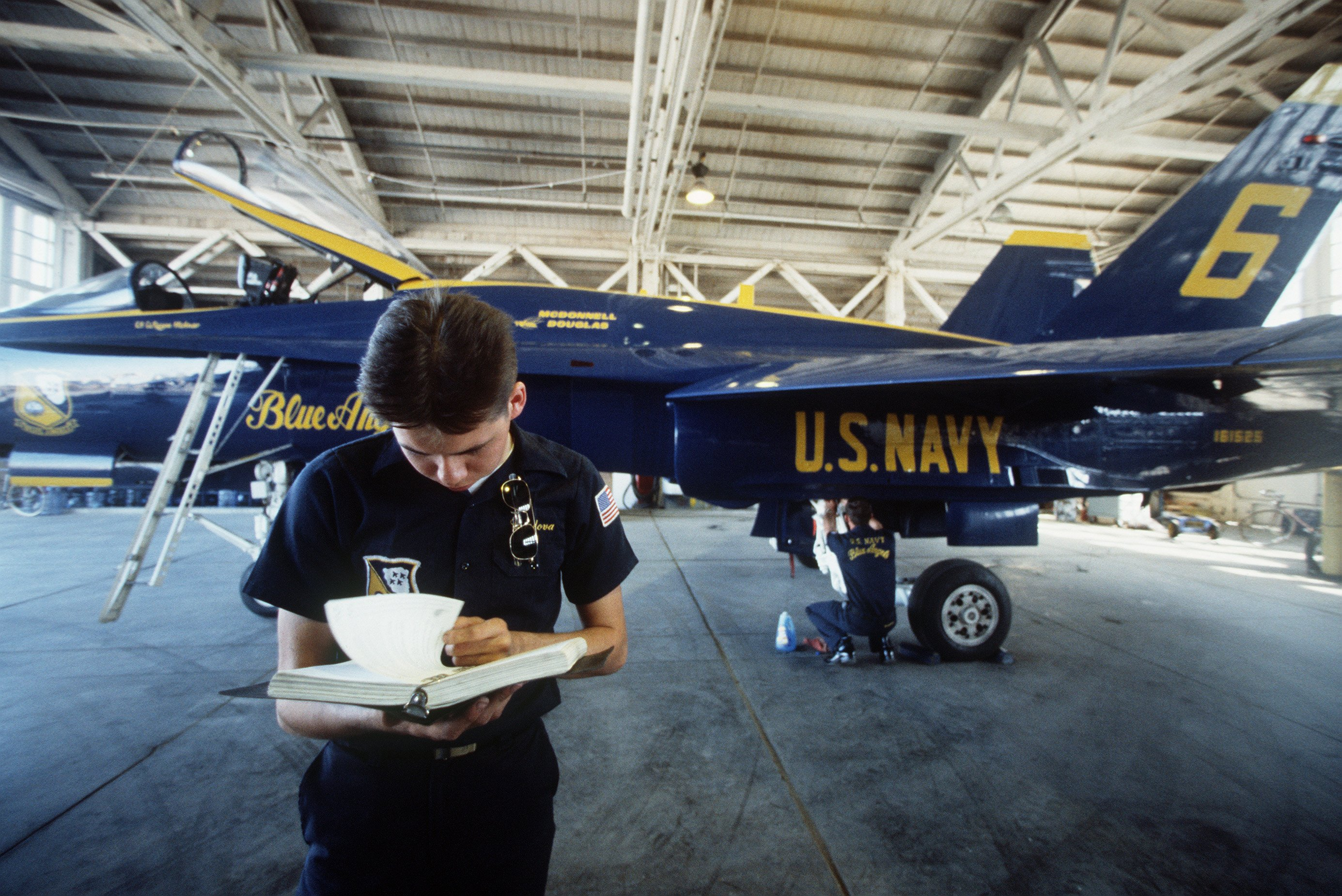
Ein Techniker mit einem Wartungshandbuch

Neben den neun fliegenden Offizieren sind weitere sieben am Boden tätig. Unter diesen befinden sich die Verantwortlichen für Public Affairs, Nachschub, Verwaltung, Koordination und Wartung, ein Kommentator, der den Zuschauern die Manöver der Staffel ankündigt, sowie ein Flugarzt. Die Offiziere sind teils für zwei, teils für drei Jahre bei den Blue Angels.
Außerdem arbeiten rund 110 Mannschaftsdienstgrade bei den Blue Angels, von denen jeweils rund 45 die Staffel zu einer Flugshow begleiten. Die Mannschaften werden von ihren Vorgesetzten in der Flotte vorgeschlagen und können sich dann dem Auswahlprozess der Blue Angels stellen, der aus Gesprächen mit dem Offizier des jeweiligen Ressorts besteht. Sie bleiben drei Jahre bei der Staffel.
Der Altersdurchschnitt liegt bei 26 Jahren. Im Gegensatz zu den Piloten, bei denen bis 2022 nur in der Fat Albert Frauen flogen, werden am Boden bereits seit 1968 weibliche Offiziere und Mannschaften eingesetzt. 2007 waren 15 Staffelmitglieder weiblich.

## Show

### Vorbereitungen

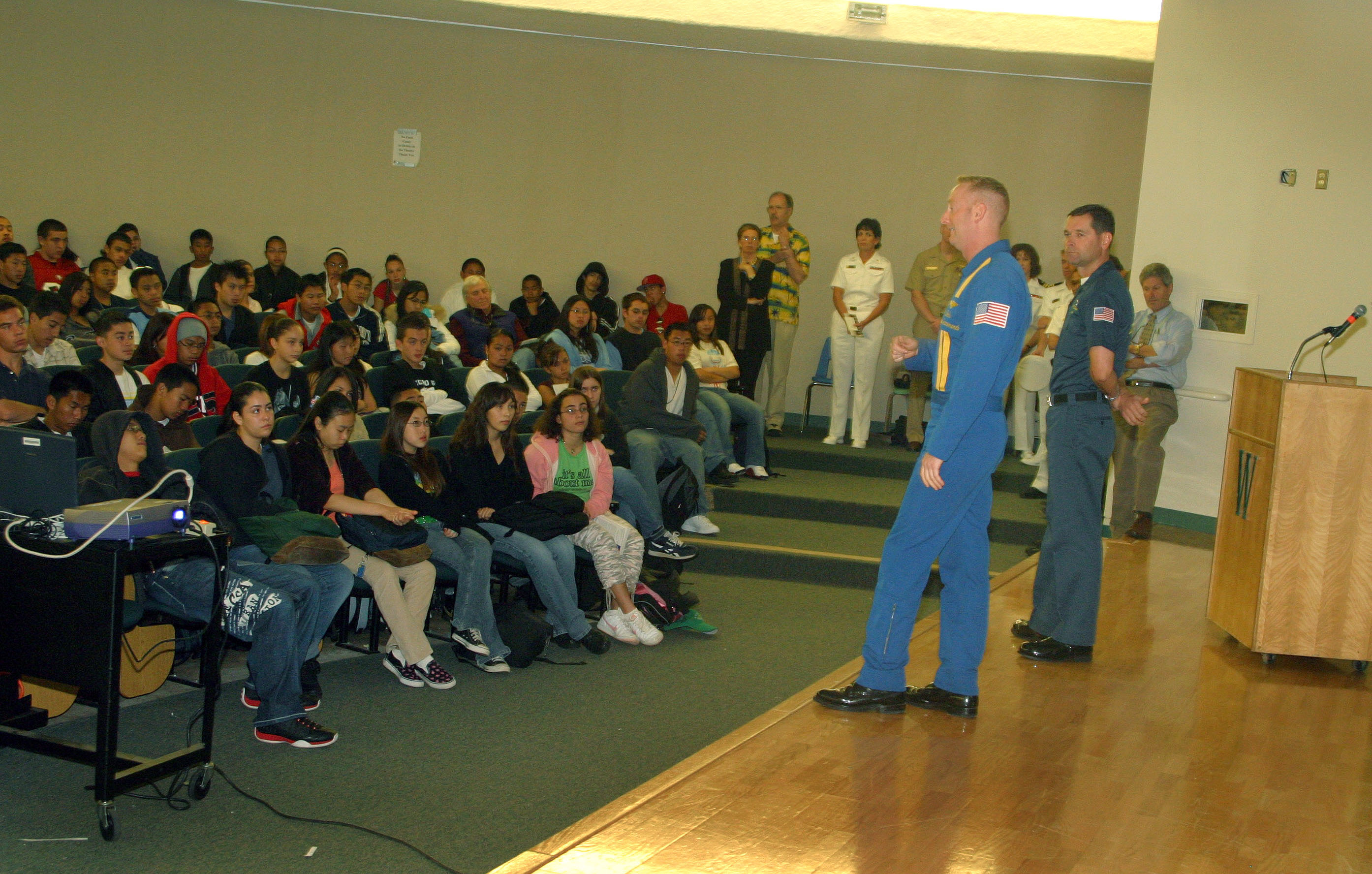
Auch gesellschaftliche und soziale Auftritte, wie hier in einer High School, gehören zum Programm der Blues

Die Flugsaison der Angels geht von März bis November. In dieser Zeit fliegt die Staffel jedes Jahr rund 70 Flugshows auf ca. 35 Veranstaltungen. Neben den Flugshows, die heutzutage von bis zu 15 Millionen Menschen jährlich live angesehen werden, stehen für die Flugzeugführer aber auch soziale Termine an. Dabei besuchen die Piloten pro Jahr rund 50.000 Kinder etwa in Krankenhäusern und Schulen. In der Zeit von Anfang Dezember bis Anfang März halten sich die Piloten zum Wintertraining auf der Naval Air Facility in El Centro, Kalifornien auf. Dabei muss jeder Pilot 120 Flüge absolvieren.
Im September jedes Jahres können sich die Veranstalter von Flugshows beim Department of Defense (DoD) auf einen Auftritt der Blue Angels für die nächste Saison bewerben. Dies geschieht regelmäßig hundertfach. Das DoD trifft daraufhin bereits eine Vorauswahl, sortiert zu kleine Veranstaltungen oder ungeeignete Flugplätze aus. Neben diesen Kriterien muss auch darauf geachtet werden, dass das Kunstflugteam der United States Air Force, die Thunderbirds, und die Blue Angels nicht beide innerhalb eines Radius von 150 Kilometer auftreten, um keine Konkurrenz zwischen den Teams zu erzeugen und so den Rekrutierungsauftrag zu unterminieren. Die restlichen Bewerbungen werden an den Kommandanten der Blue Angels weitergegeben, der daraufhin mit der Staffel einen Reiseplan erstellt, der jedes Jahr Anfang Dezember bekannt gegeben wird.

### Ablauf

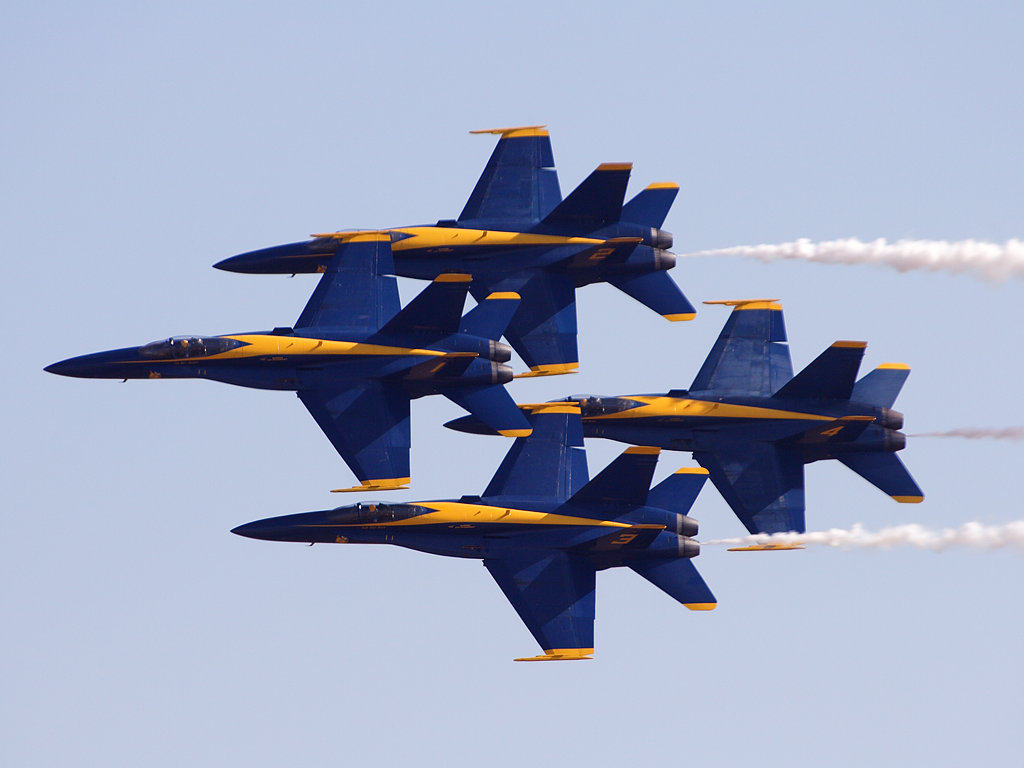
Die Diamonds in engster Formation

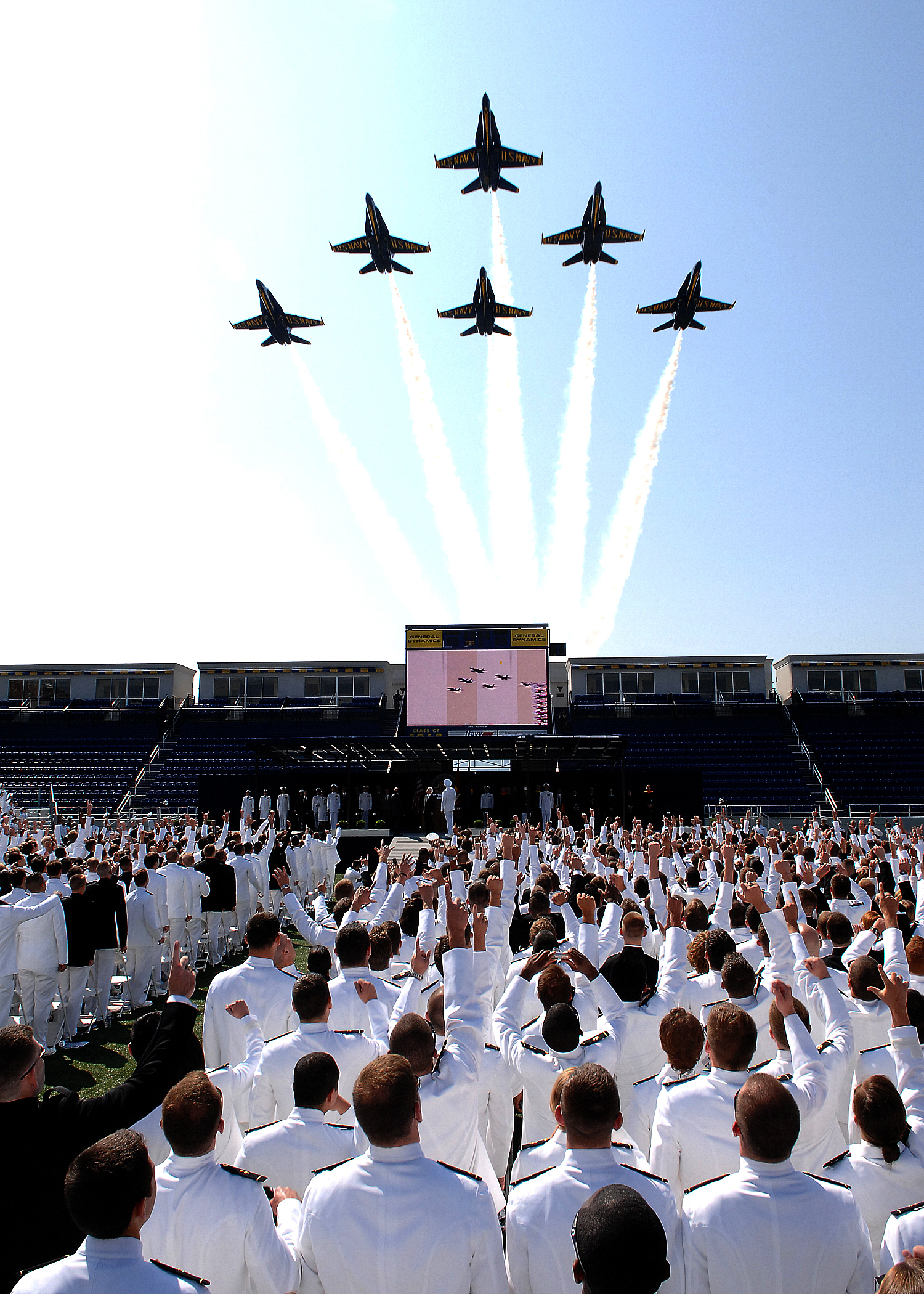
Alle sechs Angel in Delta-Formation

Während die Begleitcrew mit der Fat Albert zu einer Veranstaltung fliegt, werden die Jets von den Piloten selbst dorthin gesteuert.
Die Flugshow selbst läuft immer nach einem fest geplanten, aber wetterabhängigen Muster ab. Dazu muss eine horizontale Sichtweite von mindestens drei Seemeilen (5,5 Kilometer) vom Mittelpunkt des Flugfeldes gegeben sein. Für das komplette Programm ist außerdem eine Wolkenuntergrenze von mindestens 8000 Fuß (rund 2,5 Kilometer) nötig. Reduzierte Programme benötigen 3500 Fuß (rund 1 Kilometer) beziehungsweise, als absolutes Minimum 1500 Fuß (rund 500 Meter). Außerdem ist eine Teilnahme der Fat Albert möglich. Wenn das Transportflugzeug teilnimmt, ist es der Anreißer der Show, hebt JATO-unterstützt ab, fliegt eine Bahn über den Flugplatz und setzt wieder auf.

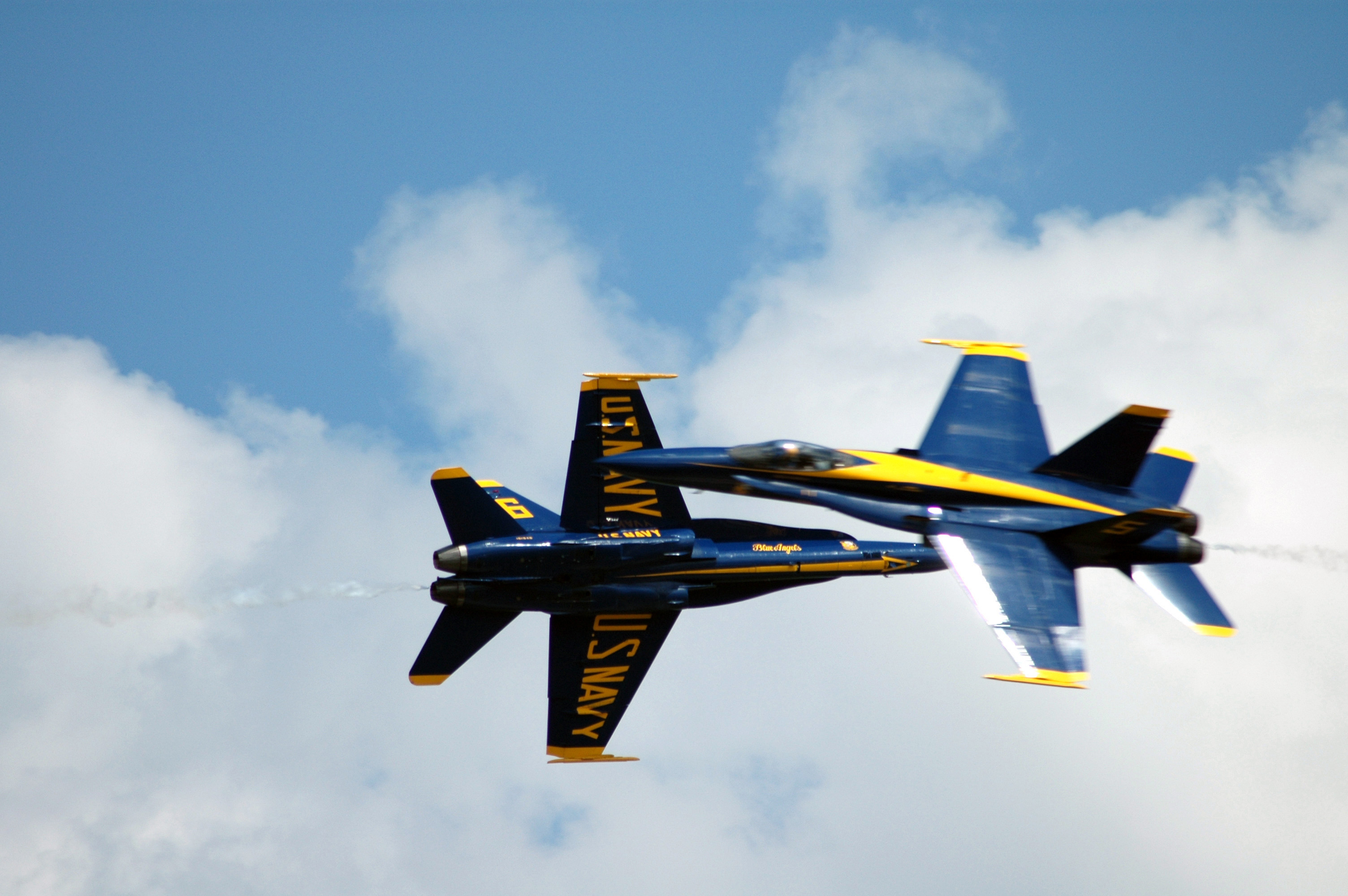
Die Solos im Knife-Edge Pass

Die Hornets starten erst daraufhin, aufgeteilt in die zwei Gruppen. Die vier zuerst startenden Kampfflugzeuge bilden eine Karo- („Diamond“)-Formation, die beiden anderen sind die Solos. Diese beiden Gruppen fliegen abwechselnd ihre Manöver. Die Show beginnt mit einem Überflug der Diamonds in extrem enger Formation, wie sie von keinem anderen Kunstflugteam geflogen wird. Hierbei sind Flügelspitze und Cockpithaube zweier Flugzeuge nur jeweils 18 Zoll (45 Zentimeter) voneinander entfernt. Das erste Manöver der Solos ist der so genannte Opposing Knife-Edge Pass; die beiden Flugzeuge fliegen im Tiefflug direkt aufeinander zu, um sich im Abstand von nur wenigen Metern zu passieren. Daraufhin folgen mehrere Arten von Rollen und Loopings. Mit dem Sneak Pass erreicht ein Solo dann, in nur rund 50 Fuß (15 Meter, ist die geringste Höhe der Show) über der Startbahn, die höchste Geschwindigkeit der Show, fast 700 Knoten, direkt unterhalb der Schallgeschwindigkeit. Nur kurze Zeit später erreichen die Solos schließlich mit gerade 125 Knoten (230 Kilometer pro Stunde) die niedrigste Geschwindigkeit. Im Section High-Alpha Pass zeigen die Nasen der Hornets um 45° in den Himmel, während die Flugzeuge „auf dem Schwanz balancieren“. Im Anschluss fliegen alle sechs Angels erstmals zusammen eine Rolle in der Delta-Formation, bevor die Diamonds die „Fleur-de-Lis“ fliegen, die „Signatur“ der Formation. Nachdem sich die sechs Flugzeuge in der Folge in alle Richtungen verstreut haben drehen sie wieder auf den Mittelpunkt des Flugfeldes ein, den sie in der Höhe gestaffelt gleichzeitig überfliegen. Nach einem erneuten Überflug des Platzes im Delta brechen die Angels einzeln weg und fliegen zur Landung ein.
Auf den Veranstaltungen gibt es außerdem ein Rahmenprogramm, so steht eine zweisitzige F/A-18B am Boden bereit, ein Pilot der Staffel steht Zuschauern Rede und Antwort. Außerdem haben einige lokale Medienvertreter die Gelegenheit, in dem hinteren Sitz ein reduziertes Programm mitzuerleben.

## Film
Im IMAX-Film The Magic of Flight sind neben der Entwicklung der Fliegerei auch eindrucksvolle Flugszenen der Blue Angels Hauptbestandteil. Auch existiert eine DVD-Ausgabe dieses Filmes in Englisch.